# Cuneo (neuroanatomia)
Il cuneo è una porzione del cervello umano del lobo occipitale.
Il cuneo (Area 17 di Brodmann) riceve informazioni visive dalla retina superiore controlaterale che rappresenta il campo visivo inferiore. È principalmente conosciuta per il suo coinvolgimento nel processo visivo di base. Le cellule piramidali nel cuneo
(corteccia striata) proiettano alle cortecce extra-striate (BA 18, 19). Il processo visivo di medio livello che si verifica nella proiezione extrastriata dei campi del Cuneo sono modulati da effetti extra-retinali, come l'attenzione, la working memory, e l'aspettativa di ricompensa.
In aggiunta al suo ruolo tradizionale come sito per il processo visivo di base, il volume della materia grigia nel cuneo è associata con un miglior controllo inibitorio nei pazienti con depressione bipolare. I giocatori d'azzardo patologici hanno una più alta attività nella via dorsale del processo visivo includendo il cuneo relativo ai controlli.